# NGC 6885
NGC 6885，也稱為科德韋爾37，是位於狐狸座的疏散星團，和科德韋爾天體。它的星等在+5.7/+8.1，它的天球赤道座標位置是RA 20h 12.0m，赤緯+26° 29′。它圍繞著一顆肉眼可見的O或B型恆星，並且鄰近梅西爾27 (啞鈴星雲)、星雲IC 4954、疏散星團NGC 6882和NGC 6940。它的視直徑是7'/18' across.。

## 註解
1. 1 2 3  . earthlink.net. 2006  [2008-08-09]. []

## 外部連結
- WikiSky上关于NGC 6885的内容：DSS2, SDSS, GALEX, IRAS, 氢α, X射线, 天文照片, 天图, 文章和图片
- SEDS – NGC 6885
- Simbad – NGC 6885
- VizieR（页面存档备份，存于） – NGC 6885
- NED（页面存档备份，存于） – NGC 6885